# Refuge faunique national Jocelyn Nungaray
Refuge faunique national d'Anahuac
Le refuge faunique national de Jocelyn Nungaray, anciennement le refuge faunique national d'Anahuac, est une zone de conservation de la faune le long de la côte du Texas, au sud-est d'Anahuac (Texas). Il borde la baie Est, qui fait partie du complexe de la baie de Galveston.

## Historique
Créé en 1963 sous le nom d'Anahuac NWR (Anahuac National Wildlife Refuge), le refuge national de faune Jocelyn Nungaray est situé sur la côte supérieure du Texas, dans le comté de Chambers. Le refuge protège environ 137 km2 de marais côtiers et de prairies. Le refuge offre des possibilités de pêche, de chasse de gibier d'eau, de canotage et d'observation de la faune. Un vaste réseau de bénévoles donne des milliers d’heures de travail de soutien au refuge.
En hiver, le refuge accueille de grandes concentrations d'oiseaux aquatiques, ce qui en fait un site populaire pour la chasse. Les autres espèces emblématiques sont l'Alligator d'Amérique, le Lynx roux, le Râle jaune et la Talève violacée.
Le site est prisé des ornithologues amateurs qui peuvent y observer les migrateurs néotropicaux au printemps et à l'automne. D'autres espèces recherchées par les ornithologues amateurs comprennent le Butor d'Amérique, le Bruant maritime, le Dendrocygne fauve et le Râle noir.
Des bénévoles ont travaillé à la compilation d’une liste des papillons présents dans la zone. Plus de soixante espèces ont été identifiées, dont l'hespérie de la baie (Euphyes bayensis), dont l'aire de répartition est réduite.
Des projets récents visant à améliorer et à restaurer l'habitat du refuge comprennent le contrôle des espèces envahissantes comme Triadica sebifera (l'Arbre à suif chinois), la restauration des prairies, la création de zones de sol humide et une zone de reproduction pour les oiseaux aquatiques.
Trois autres refuges fauniques nationaux sur la côte du Texas — Brazoria, San Bernard et Big Boggy — forment un complexe vital de zones humides côtières abritant plus de 300 espèces d'oiseaux.
Le refuge faunique national Jocelyn Nungaray est l'un des plus de 560 refuges qui composent le National Wildlife Refuge, un réseau national de terres et d'eaux réservées au profit de la faune. Il a été désigné comme site d'importance internationale pour les oiseaux de rivage par le réseau de réserves pour les oiseaux de rivage de l'hémisphère occidental. Le refuge est désigné comme faisant partie du Great Texas Coastal Birding Trail, un réseau de sentiers et de sites d'observation de la faune établi par le Texas Parks and Wildlife Department.
Le 4 mars 2025, lors du premier discours de son deuxième mandat devant le Congrès, le président Donald Trump annonce qu'il renomme le refuge en l'honneur de Jocelyn Nungaray, une jeune fille de 12 ans originaire de Houston, à proximité, qui a été assassinée. Cette annonce se concrétise dans le décret présidentiel 14229 du même jour.

## Galerie

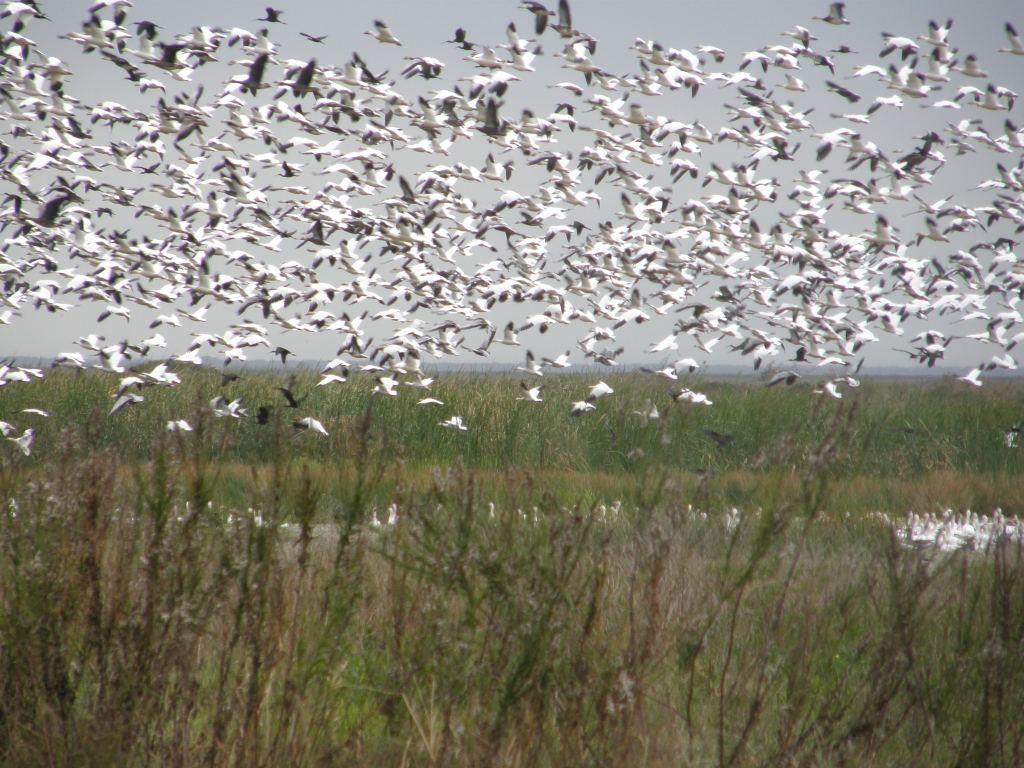
Oies des neiges volant dans le refuge.
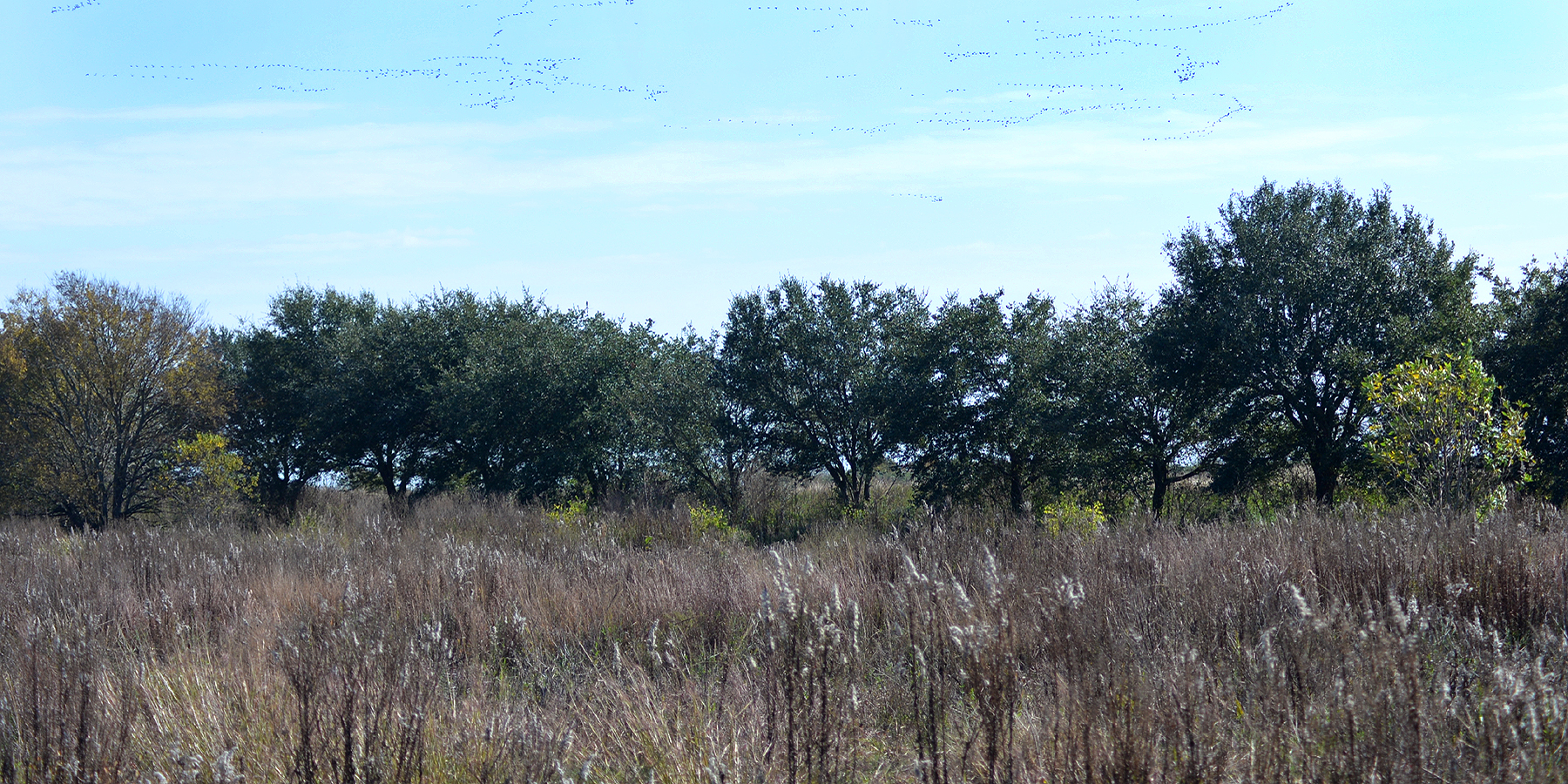
Habitat de prairies et de prairies côtières du golfe.
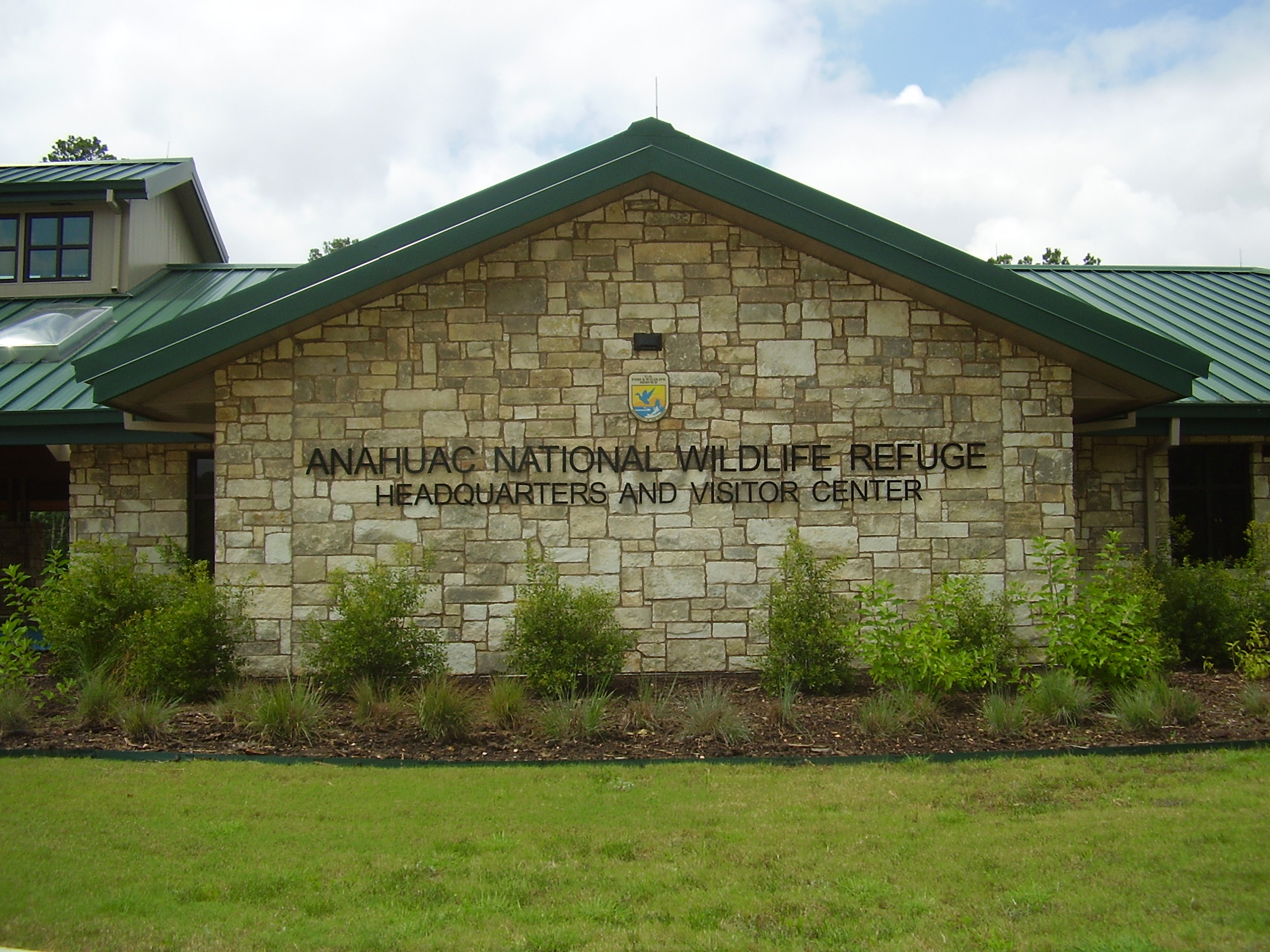
Quartier général.
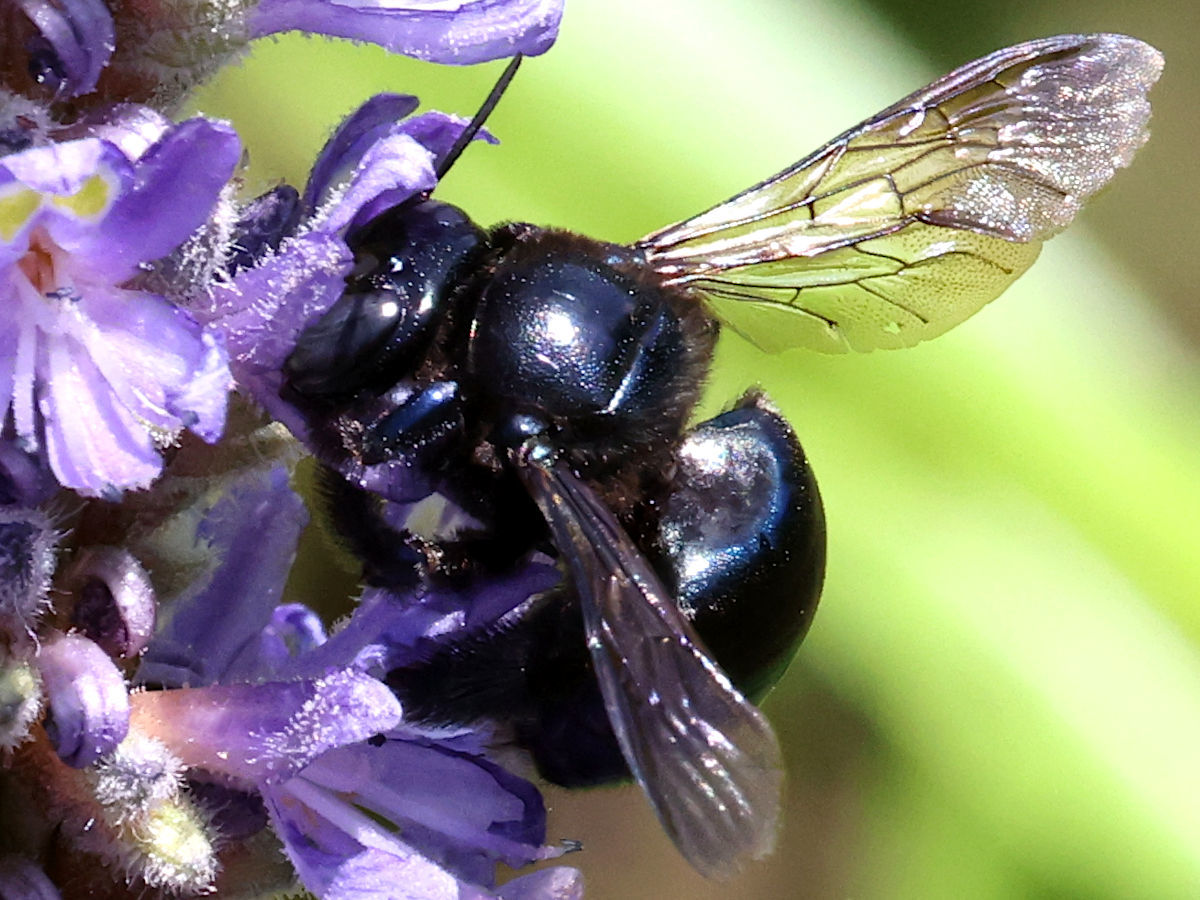
Abeille charpentière.